# Felice Carena (Maler)

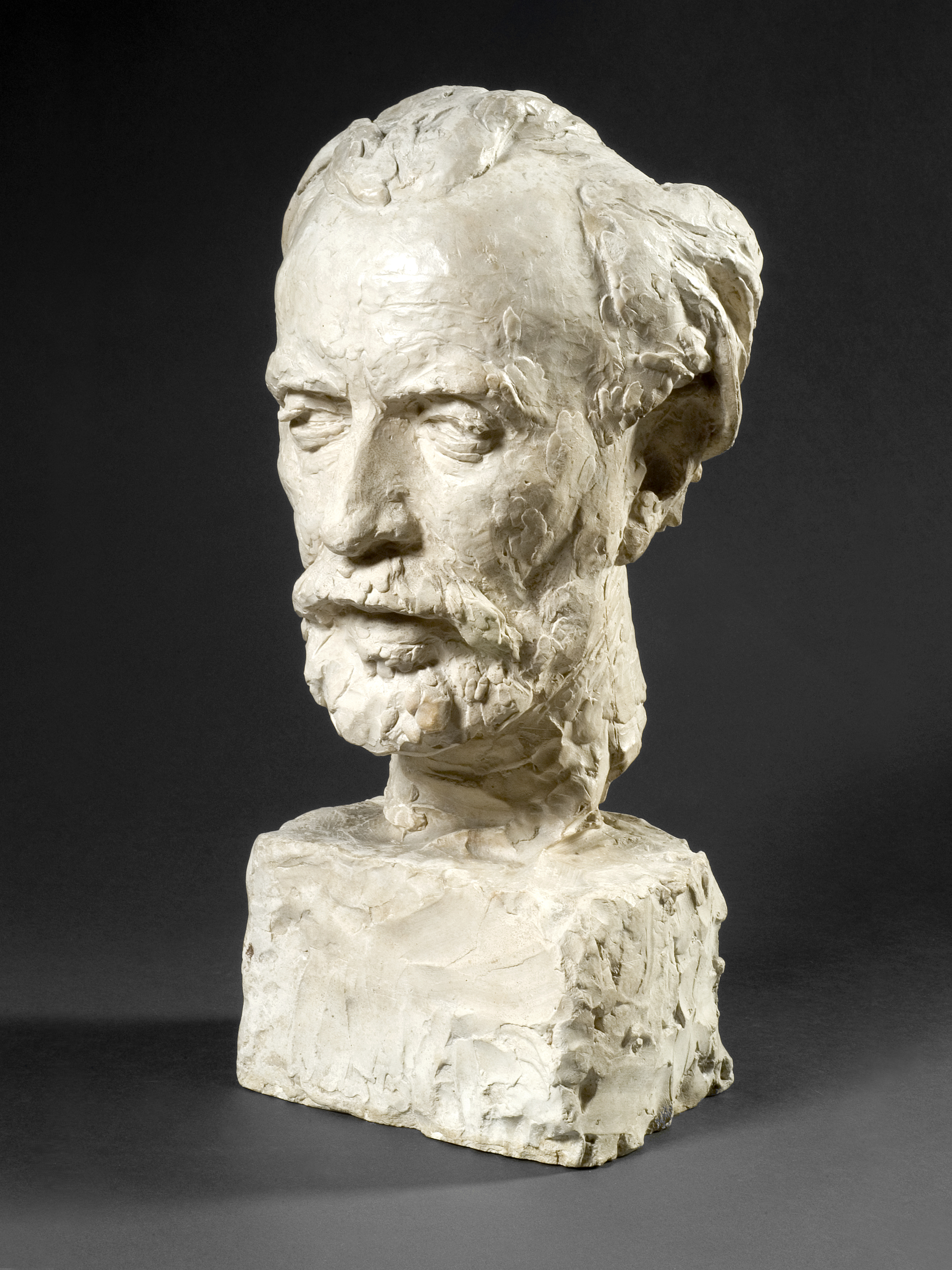
Felice Carena, Büste von Giuseppe Graziosi

Felice Carena (* 13. August 1879 in Cumiana; † 11. Juni 1966 in Venedig) war ein italienischer Maler.

## Leben
Felice Carena studierte an der Accademia Albertina in Turin. Er war Schüler von Giacomo Grosso. Er befasste sich mit dem Symbolismus, der Kunstströmung des ausgehenden 19. Jahrhunderts und verkehrte häufig mit Intellektuellen wie z. B. Arturo Graf. 1906 zog er nach Rom und fand dort schnell Anschluss zu den wichtigsten Künstlerkreisen. Er unternahm Studienreisen durch ganz Europa, u. a. Paris und München, und machte sich schnell einen Namen, so auch bei der Biennale di Venezia 1912. Carena war von Künstlern wie Paul Cézanne und Henri Matisse beeinflusst und unterrichtete ab 1922 in Rom in seiner eigenen Kunstschule, ab 1924 an der Kunstakademie von Florenz. Nach dem Ende des Zweiten Weltkrieges zog er nach Venedig, wo er bis zu seinem Tod 1966 lebte. Felice Carena erhielt zahlreiche angesehene Kunstpreise (z. B. den Grand Prix der Biennale 1940, den Premio Marzotto 1956) und Auszeichnungen und war eng mit Giuseppe Roncalli, dem späteren Papst Johannes XXIII., befreundet.
1946 wurde er als assoziiertes Mitglied in die Académie royale des Sciences, des Lettres et des Beaux-Arts de Belgique aufgenommen.